# Atheta atramentaria
Atheta atramentaria es una especie de escarabajo del género Atheta, familia Staphylinidae. Fue descrita científicamente por Gyllenhal en 1810.
Habita en Portugal, Reino Unido, Suecia, Noruega, Finlandia, Austria, Países Bajos, Rusia, Estonia, Alemania, Francia, Polonia, España, Ucrania, Corea, Bélgica, Irlanda, Islandia, Italia, Canadá, China, Luxemburgo, Letonia y Eslovenia.